# Łyszcze (Białoruś)
Łyszcze (biał. Лышча; ros. Лыще) – wieś na Białorusi, w obwodzie brzeskim, w rejonie pińskim, w sielsowiecie Łyszcze, nad Wiślicą i przy drodze republikańskiej R105.
Znajduje się tu parafialna cerkiew prawosławna pw. św. Aleksandra Newskiego, zbudowana w latach 90. XX w. na miejscu poprzedniej, zburzonej w 1962 r.

## Historia
W dwudziestoleciu międzywojennym miejscowość leżała w Polsce, w województwie poleskim, w powiecie pińskim, w gminie Łohiszyn. Po II wojnie światowej w granicach Związku Sowieckiego. Od 1991 w niepodległej Białorusi.
Urodził tu się białoruski hokeista Eduard Zankawiec.